# Le Maosheng
Le Maosheng (* 9. August 1978 in Ningyuan, Volksrepublik China) ist ein chinesischer Gewichtheber.

## Karriere
Gleich bei seinem Debüt bei den Weltmeisterschaften 1997 in Chiang Mai gewann Le Maosheng Silber im Zweikampf und Stoßen und Bronze im Reißen in der Klasse bis 59 kg. Lediglich 400 g mehr Körpergewicht als Stefan Georgiew trennten Le von zwei Gold- und einer Silbermedaille.
Nach der Umstellung der Gewichtsklassen entschloss er sich nicht mehr im Bantamgewicht anzutreten, dass nun 3 kg unter seinem aktuellen Limit lag, sondern ins Federgewicht bis 62 kg zu wechseln. Die Junioren-WM konnte Le Maosheng souverän gewinnen, bei der Weltmeisterschaft der Aktiven in Lahti musste er sich jedoch mit dem 5. Platz zufriedengeben.
Doch bereits ein Jahr später 1999 gewann Le zwei Goldmedaillen und stellte einen Weltrekord im Stoßen mit 180,5 kg auf.
Bei seinen ersten Olympischen Spielen 2000 in Sydney belegte er einen unglücklichen 4. Platz. 2002 und 2003 erreichte Le Maosheng bei den Weltmeisterschaften den 2. bzw. 3. Platz. In Warschau gewann er zudem seine einzige WM-Goldmedaille im Reißen.
Seinen letzten internationalen Wettkampf bestritt Le mit den Olympischen Spielen 2004, wo er trotz nur zwei gültiger Versuch die Silbermedaille hinter seinem Landsmann Shi Zhiyong und mit deutlichem Abstand zum Drittplatzierten gewann.

## Persönliche Bestleistungen
- Reißen: 145,0 kg in der Klasse bis 62 kg 2004 in Almaty.
- Stoßen: 182,5 kg in der Klasse bis 62 kg 2002 in Busan (aktueller Weltrekord mit 182,0 kg).
- Zweikampf: 322,5 kg in der Klasse bis 62 kg 2002 in Busan.